# رز زرد
رز زرد (نام علمی: Rosa hemisphaerica) نام یک گونه از سرده رز است.

## تاریخچه
گل رز هدیه ای از ایران به تمام جهان بود. آنها برای مدت طولانی بومی ایران و نواحی مجاور آن بودند. گل رز زرد ایرانی اولین گونه گلی بود که مورد معامله قرار گرفت و در قرن شانزدهم به وین رسید. از آنجا، به آرامی به دلیل رنگ و عطر خود در سراسر اروپا و جهان شهرت یافت.